# Marco Marazzoli
Marco Marazzoli, anche detto Marco dall'Arpa (Parma, 1602 circa – Roma, 26 gennaio 1662), è stato un compositore, cantore e musicista italiano.

## Biografia

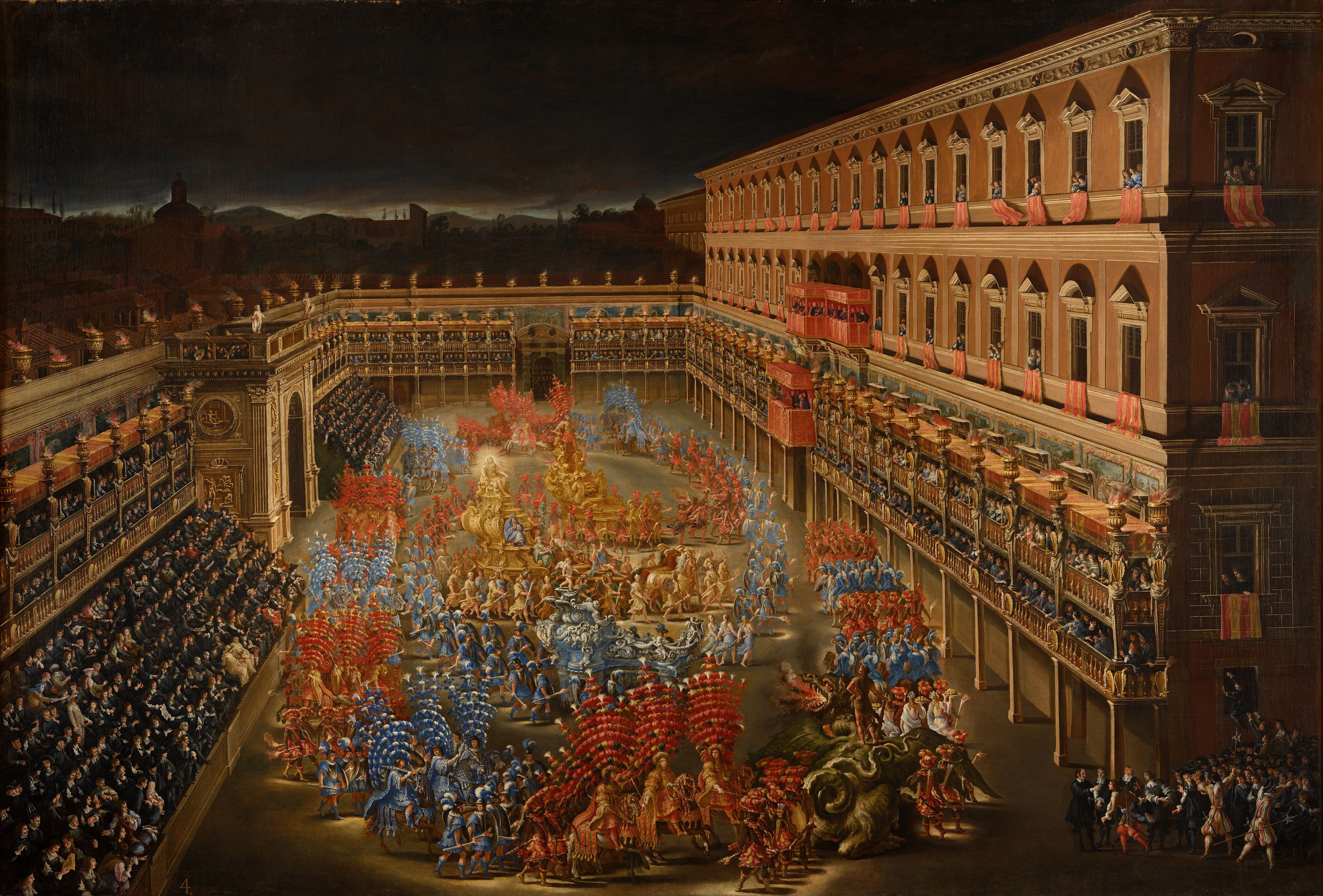
Celebrazioni per Cristina di Svezia a Palazzo Barberini nel 1656, per le quali Marazzoli compose la musica

Nel 1626 si trasferì a Roma. Dal 1629 era tra i musicisti dell'entourage del cardinale Antonio Barberini, che nel 1637 lo assunse al suo servizio in qualità di aiutante di camera. Nello stesso anno fu ammesso come cantore (tenore) soprannumerario della cappella pontificia, divenendone membro ordinario dal marzo del 1640.
In quegli anni, Marazzoli compose la musica per il balletto La pazzia d'Orlando, l'opera L'Egisto ovvero Chi soffre speri, universalmente riconosciuta come una delle prime opere comiche del teatro musicale. Su libretto di Giulio Rospigliosi, in collaborazione con Virgilio Mazzocchi, venne rappresentata a Palazzo Barberini nel 1637 e di nuovo nel 1639 con l'aggiunta degli intermedi ideati da Gian Lorenzo Bernini.
Alcune sue opere furono rappresentate a Ferrara negli anni 1641-42.
Fra il novembre del 1643 e l'aprile o maggio del 1645, invitato dal cardinale Mazzarino, soggiornò a Parigi presso la corte francese.
Nel 1654 mise in musica l'opera Dal male il bene (in collaborazione con Antonio Maria Abbatini), e l'anno seguente Le armi e gli amori, entrambe su libretti di Giulio Rospigliosi tratti da commedie spagnole del tempo, rappresentate al teatro di palazzo Barberini.
Su incarico del pontefice Alessandro VII compose il dramma allegorico-morale La vita umana overo Il trionfo della pietà (libretto di Giulio Rospigliosi), in onore della regina Cristina di Svezia, rappresentato nel gennaio del 1656 al teatro Barberini.
Compose anche alcuni oratori su testo latino e italiano, tra i quali Per il giorno della Resurrezione e San Tommaso (su libretto di Loreto Vittori).
Fu un rinomato suonatore d'arpa, tanto che venne spesso nominato come "Marco dell'arpa".
Morì durante una celebrazione nella cappella papale il 26 gennaio 1662.

## Lavori

### Opere
- La pazzia d'Orlando (1638, partitura persa)
- La fiera di Farfa (1639) al Palazzo Barberini di Roma
- L'Amore trionfante dello Sdegno (L'Armida), libretto di Ascanio Pio di Savoia e Torquato Tasso (1641) al Teatro della Sala Grande di Ferrara
- Gli amori de Giasone e d'Isifile (1642, partitura persa) al Teatro Santi Giovanni e Paolo di Venezia
- Le pretensioni del Tebro, e del Po (1642) a Ferrara
- Il giuditio della Ragione tra la Beltà e l'Affetto (Il Capriccio), libretto di Francesco Buti (1643, partitura persa) a Roma
- Dal male il bene (1654)in collaborazione con Antonio Maria Abbatini, libretto di Giulio Rospigliosi da una commedia di Antonio Sigler de Huerta
- Le armi e gli amori, libretto di Giulio Rospigliosi da una commedia di Pedro Calderón de la Barca (1656) al Palazzo Barberini di Roma
- La Vita humana, libretto di Giulio Rospigliosi (1656) al Palazzo Barberini di Roma

Altro
- Intermedio per Troades (1640, non certa)
- Prologo a Lully L'Amour malade (1657, non certa)

### Oratori
(composti tra il 1645 e il 1653)
in latino
- Erat fames in terra Canaan
- Erat quidam languens Lazarus
- Erat quidem languidus
- Homo erat pater familias
- Venit Jesus in civitatem Samarie
- O mestissime Jesu

in italiano
- Per il giorno della resurrezione
- S Tomaso
- S Caterina
- Natale di N.S. (persa)
- Per ogni tempo (persa)
- S Giustina di Padova (persa)
- Ecco il gran rè de regi
- Poiché Maria dal sui virgineo seno
- Qual nume omnipotente che diè leggi
- Cristo e i Farisei ("Udito habbiam Giesù")

### Cantate
Marazzoli fu anche un prolifico autore di cantate. La maggior parte delle sue 379 composizioni di questo genere sono composte per soprano e basso continuo, ma non mancano anche lavori fino a sei voci e strumenti.

## Discografia
- Marco Marazzoli - Cristo e i Farisei (oratorio); Ermindo (cantata a cinque) - Società Cameristica di Lugano, dir. Edwin Loehrer, Nuova Era 1011
- Marco Marazzoli -  Occhi belli, occhi neri, Cantate a una e due voci - Ensemble Mare Nostrum, Soledad De la Rosa, Nora Tabbush, dir. Andrea De Carlo, ARCANA 370 2013